# Adiós, amor mío
Adiós, amor mío é uma telenovela mexicana, produzida pela Televisa e exibida em 1962 pelo Telesistema Mexicano.

## Elenco
- Amparo Rivelles
- Ramón Bugarini
- Rosa Cué
- Rosa Elena Durgel